# Hell in a Cell (2014)
Cet article concerne l'édition 2014 du pay-per-view Hell in a Cell. Pour toutes les autres éditions, voir WWE Hell in a Cell.
L'édition 2014 d'Hell in a Cell est une manifestation de catch (lutte professionnelle) télédiffusée et visible uniquement en paiement à la séance ainsi que gratuitement sur la chaîne de télévision française AB1. L'événement, produit par la World Wrestling Entertainment (WWE), s'est déroulé le 26 octobre 2014 au American Airlines Center à Dallas, dans l'État du Texas. Il s'agit de la sixième édition d'Hell in a Cell, pay-per-view annuel qui, comme son nom l'indique, propose un ou plusieurs Hell in a Cell match en tête d'affiche. Le show sera le dixième pay-per-view de la WWE en 2014. Dean Ambrose est la vedette de l'affiche officielle (promotionnelle).

## Contexte
Les spectacles de la WWE en paiement à la séance sont constitués de matchs aux résultats prédéterminés par les scénaristes de la WWE. Ces rencontres sont justifiées par des storylines — une rivalité avec un catcheur, la plupart du temps — ou par des qualifications survenues dans les émissions de la WWE telles que Raw, SmackDown, Superstars et Main Event. Tous les catcheurs possèdent un gimmick, c'est-à-dire qu'ils incarnent un personnage gentil ou méchant, qui évolue au fil des rencontres. Un pay-per-view comme Hell in a Cell est donc un événement tournant pour les différentes storylines en cours.

### Rivalité entre Nikki Bella et Brie Bella
Lors de SummerSlam, Nikki  avait trahi  sa sœur  en la frappant lors de son match contre Stephanie McMahon ce qui a permis à cette dernière de remporter le match. Le 13 octobre à Raw, Nikki interrompt Brie  lors d'une interview et annonce qu'elles s'affronteront à Hell in a Cell. Elle annonce ensuite que la perdante de ce match deviendra l'assistante personnelle de la gagnante pendant un mois. Cependant, si la perdante refuse d'être l'assistante de la gagnante et de faire ce qu'elle décide, elle sera obligée de quitter la WWE.

### Rivalité entre Goldust & Stardust et The Usos
Lors de Night of Champions, Goldust et Stardust battent The Usos, en gagnant ce match ils emportent le WWE Tag Team Championship. Le 26 septembre à SmackDown, The Usos battent Goldust et Stardust par disqualification dans un match revanche pour le titre. Quelques semaines plus tard, The Usos battent Goldust et Stardust dans un 6-Man Tag Team Match. Le 20 octobre, il est annoncé sur WWE.com que Goldust et Stardust défendront leur titre face à The Usos à Hell in a Cell.

### Rivalité entre John Cena et Randy Orton

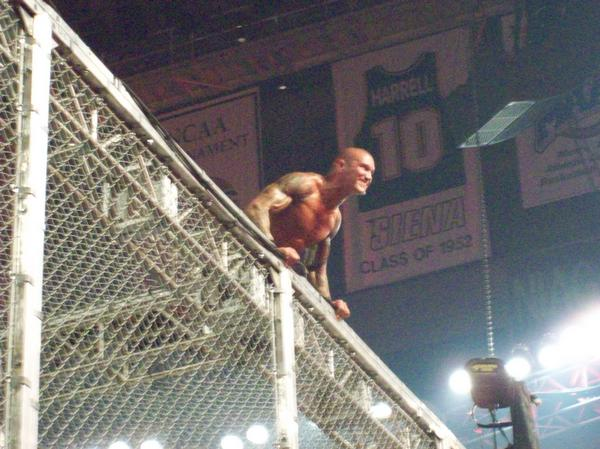
Randy Orton, affrontera John Cena dans un Hell in a Cell match

Lors du Raw du 13 octobre, le chef des opérations de la WWE, Triple H annonce que Dean Ambrose affrontera John Cena et que la gagnant de ce match affrontera Seth Rollins à Hell in a Cell dans un Hell in a Cell match. Ce match fut remporter par Dean Ambrose qui affrontera donc Seth Rollins. Plus tard dans la soirée Triple H annonce que le perdant du match entre Ambrose et Cena fera face à Randy Orton  à Hell in a Cell dans un Hell in a Cell match aussi. Cena ayant perdu le match face à Ambrose il affrontera donc Randy Orton. Lors du Raw du 20 octobre, Triple H annonce que le match entre Orton et Cena serait pour un match pour le WWE World Heavyweight Championship,.

### Rivalité entre Big Show et Rusev
Le 26 septembre à SmackDown, Big Show bat Rusev par disqualification après que ce dernier est frappé Big Show avec un drapeau russe. Lors du Raw du 29 septembre, Big Show attaque Rusev. Le 3 octobre à SmackDown, Rusev attaque une nouvelle fois le Big Show. Le 13 octobre à Raw, Big Show se fait battre par Rusev par disqualification à la suite de l'attaque de ce dernier par Mark Henry. Le 14 octobre est annoncé sur WWE.com que Big Show affrontera  Rusev à Hell in a Cell.

### Rivalité entre Sheamus et The Miz
Depuis qu'il a perdu le WWE Intercontinental Championship contre Dolph Ziggler, The Miz a commencé à rivaliser avec le WWE United States Champion, Sheamus. Lors du Raw du 6 octobre, The Miz a battu Sheamus grâce à diverses interventions de Damien Sandow. Lors du Raw du 13 octobre, The Miz a battu une nouvelle fois Sheamus cette fois ci par décompte à l'extérieur. Le 14 octobre, il a été annoncé sur WWE.com que Sheamus va défendra son titre contre The Miz lors de Hell in a Cell.

### Rivalité entre AJ Lee et Paige
Lors de Night of Champions, AJ Lee bat Paige et Nikki Bella dans un Triple Threat match et a par la même occasion remporter le WWE Divas Championship. Le 29 septembre à Raw, Paige et Alicia Fox ont attaqué AJ Lee après que Alicia Fox a remporté son match face à cette dernière. Le 6 octobre à Raw, Paige et Fox battent AJ et Emma. Lors du SmackDown du 10 octobre, AJ bat Fox après cette victoire AJ et Paige se sont attaquées l'une l'autre. Lors du Smackdown du 17 octobre, AJ bat Layla, après quoi Paige a attaqué AJ Lee. Le 20 octobre, il est annoncé sur WWE.com que AJ Lee défendra son titre face à Paige à Hell in a Cell.

### Rivalité entre Seth Rollins et Dean Ambrose
À Night of Champions, Seth Rollins bat Roman Reigns par forfait après la blessure de ce dernier. Après cette victoire Rollins a lancé un défi à quiconque dans  les vestiaires souhaitant l'affronter. Dean Ambrose a relevé le défi et après que les deux hommes se sont affrontés dans le public ils se sont ensuite fait plaquer au sol par des agents de sécurité. Lors du Raw du 13 octobre, le chef des opérations de la WWE, Triple H annonce que Dean Ambrose affrontera John Cena et que la gagnant de ce match affrontera Seth Rollins à Hell in a Cell dans un Hell in a Cell match. Ce match fut remporter par Dean Ambrose qui affrontera donc Seth Rollins,.

## Tableau des matchs
| #        | Matchs                                                                    | Stipulations                                                                              | Durée |
| -------- | ------------------------------------------------------------------------- | ----------------------------------------------------------------------------------------- | ----- |
| Pre-Show | Mark Henry bat Bo Dallas                                                  | Match simple                                                                              | 0:32  |
| 1        | Dolph Ziggler (c) bat Cesaro (2 - 0)                                      | 2 Out of 3 Falls match pour le WWE Intercontinental Championship                          | 12:18 |
| 2        | Nikki Bella bat Brie Bella                                                | Match simple, la perdante deviendra l'assistante de la gagnante pendant 1 mois            | 06:22 |
| 3        | Goldust et Stardust (c) battent The Usos                                  | Tag Team match pour le WWE Tag Team Championship                                          | 10:21 |
| 4        | John Cena bat Randy Orton                                                 | Hell in a Cell match pour un match pour Aspirant #1 au WWE World Heavyweight Championship | 25:52 |
| 5        | Rusev bat Big Show                                                        | Match simple                                                                              | 7:55  |
| 6        | Sheamus (c) bat The Miz                                                   | Match simple pour le WWE United States Championship                                       | 8:20  |
| 7        | AJ Lee (c) bat Paige (avec Alicia Fox)                                    | Match simple pour le WWE Divas Championship                                               | 6:50  |
| 8        | Seth Rollins bat Dean Ambrose a la suite d'une intervention de Bray Wyatt | Hell in a Cell match                                                                      | 14:03 |
|          |                                                                           |                                                                                           |       |

## Déroulement du match au Kick-Off Show
Ce match oppose Mark Henry et Bo Dallas. Mark Henry, aussi surnommé "The World's Strongest Man", fait son entrée en premier. Bo Dallas fait son entrée en deuxième. Au moment de son entrée, Bo Dallas rappelle avoir battu Henry quatre fois, revendiquant le titre de "New World's Strongest Man" et invective Henry qui est visiblement agacé par son adversaire. Dès le retentissement de la sonnette, Henry se rue vers Dallas. L'arbitre lui demande reculer et tente de s'interposer, en vain. Henry n'écoute pas l'arbitre, bloque Dallas dans le coin du ring et lui donne une série de coups sur le dos avant de le jeter au centre du ring, le faisant tomber à terre. Henry relève Dallas avant le refaire tomber au sol. Dallas se relève et recule jusqu'au coin de l'autre côté du ring mais Henry l'y écrase avec un Splash. Dallas, sonné, titube vers Henry qui l'attrape et lui porte sa finition, le "World's Strongest Slam", s'assurant ainsi la victoire contre Bo Dallas.